# Nordstrand
Nordstrand  je 14. městská část norského hlavního města Osla. Nachází se v jižní části vnitřního města, na severu hraničí s obvodem Gamle Oslo, na východě s Østensjø, na jihu s Søndre Nordstrand a na západě s Oslofjordem. Zahrnuje také ostrovy Ulvøya, Ormøya a Malmøya, které jsou všechny propojeny silničními mosty s pevninou. Obvod lze vymezit také vrchem Ekeberg na severu, evropskou silnicí E6 na východě a řekou Ljanselvou na jihu. Obvod vznikl v roce 2004 sloučením starších obvodů Ekeberg-Bekkelaget, Nordstrand a Lambertseter.
Počátky zástavby se datují především od 60. let 19. století kdy se rozvíjela ve fjordu paroplavba, další vývoj je spojen s výstavbou Østfoldské železnice v roce 1879 a Ekebergské železnice v roce 1917. Obvod tvoří především rodinné domy při pobřežním svahu a na východněji položené náhorní plošině. Ve čtvrti Lambertseter na jihovýchodě leží sídliště postavené v 50. letech 20. století. Poloostrov Sjursøya a nábřeží Ormsundkaia jsou součástí přístavu.
Obvod se skládá z následujících čtvrtí:
- Bekkelaget
- Simensbråten
- Lambertseter
- Munkerud
- Ljan
- Nordstrand